# Karangwuni (Pringsurat)
Karangwuni is een bestuurslaag in het regentschap Temanggung van de provincie Midden-Java, Indonesië. Karangwuni telt 2814 inwoners (volkstelling 2010).